# مغار الديناصورات

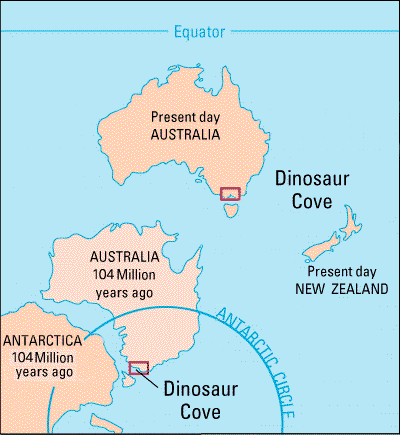
خلال العصر الطباشيري كانت المغارة (الصندوق الأحمر في الصورة) تقع ضمن نطاق أنتاركتيكا الموقع: أوتواي، فكتوريا الإحداثيات: 38°46′48″S، 143°24′18 38°46′48″S 143°24′18″E النوع: خليج. البلد: أستراليا.

مغار الديناصورات في ولاية فيكتوريا، أستراليا، هو موقع أُحفوري يقع في جنوب شرق القارة حيث تلتقي نطاقات (أوتواي) مع البحر إلى الغرب من (كيب أوتواي)، بجوار حديقة أوتواي الوطنية العظيمة. وتشتمل المنحدرات القريبة من المحيط التي لا يمكن الوصول إليها طبقات تحمل أحفوريات في الصخور الرسوبية تعود إلى حوالي 106 ملايين سنة مضت، وقد ساعدت هذه الأحفوريات العلماء على اكتشاف معلومات هامة في تاريخ الديناصورات الطبيعية في أستراليا وفي نصف الكرة الجنوبي ككل.

## المسار الزمني الجيولوجي
في بدايات العصر الطباشيري كانت المنطقة معرضة للفيضانات داخل وادٍ كبير متصدع والذي أخذ بالتشكل مع انفصال أستراليا عن أنتراكتيكا (القطب الجنوبي) نحو الشمال، غطت الرواسب الرملية والطينية بقايا النباتات والحيوانات الميتة وحافظت عليها، ومع انغمار الوادي المتصدع وغرقه تكونت ترسبات على هذه البقايا حتى تحجرت وتحولت إلى صخور تحت الضغط؛ وفي غضون ال 30 مليون سنة الأخيرة ارتفعت هذه الصخور الرسوبية وكونت نطاقي هضاب (أوتواي) و (سترزيليكي) - والتي تعتبر من أشهر معالم أستراليا الطبيعية وجلبًا للسياح - وعادت إلى السطح.
اقتصر أغنى اكتشاف لعظام الديناصور المتحجرة على طبقات رفيعة ضيقة يصل سمكها إلى (0.3 م)، وهي على الأغلب قد لعبت دور مخازن لعظام حيوانات أصغر.

## تاريخ الاكتشاف
في عام 1903، قام الجيولوجي ويليام هاملتون فيرغسون برسم خرائط لمحاصيل المناطق الساحلية الصخرية على بعد كيلومترات قليلة غرب قرية إينفيرلوك وكشف أول حفرية لديناصور تم اكتشافها في أستراليا؛ بعد 75 سنة من ذلك أُسس فريق من المتطوعين للاستكشاف والتنقيب عن الحفريات في المنطقة تحت إشراف توماس وباتريشا ريتش الذين كشفا عن آثار وعينات لديناصورات من العصر الطباشيري وأطلقا على اثنين منها اسمي: "ليلياناسورا آميقرافيكا" و "تيمومس هيرماني" " تيمنًا بأولادهم: تيم وليليان. وقد استخدمت معدات التعدين الثقيلة والديناميت في تفجير الطبقات الرسوبية السميكة للكشف عن الصخور الأحفورية في المنحدر خلال رحلة التنقيب.
وعلى مر الزمن الجيولوجي منذ ذلك الحين، دُفعت الصخرة إلى عمق كبير لدرجة أن عوامل الحرارة والضغط قد أصلباها بشدة قبل أن تعود وتطفو على السطح مجددًا، ونتيجة لذلك استحدثت طريقة جديدة للتنقيب عن الحفريات خلالهاوهي بتكسير كل كتلة بمطرقة حلزونية، وبعد كل ضربة تفحص جميع الأسطح المكسورة الجديدة وأي قطع تظهر العظم ترسل إلى المختبرات للكشف عنه واستخراجه بدقة وحذر.
وخلال فترة الثمانينات والتسعينات من القرن الماضي استمر اكتشاف أنواع أخرى جديدة من الديناصورات داخل الغار من فصيلة (Hypsilophodon) مثل ال Leaellynasaura amicagraphica” “و” Atlascopcosaurus loadsi” وأيضًا بعض الأجزاء لما يظن أنه ال caenagnathid وهو أحد أصناف الطيور التي عاشت زمن الديناصورات؛ أحدد الأحفوريات تنتمي لنوع يسمى «الديناصور القطبي الأسترالي» والذي يُرى أنه يظهر صفات تكيفية تمكنه من الرؤية في الضوء الخافت كما يعتقد أنه على الأغلب من ذوي الدم الحار، وقد اقترح ذلك تفسيرًا للكيفية التي قامت بها بعض هذه الديناصورات في البحث عن الغذاء والاحتفاظ به خلال أشهر الشتاء القطبية.
ومن الجدير بالملاحظة أنه على الرغم من أن هذه الديناصورات كانت تعيش في خطوط العرض القطبية، إلا أن المناخ خلال العصر الطباشيري كان أكثر اعتدالا ما هو عليه اليوم، لذا فإن درجات الحرارة داخل الدائرة القطبية الشمالية والجنوبية كانت مختلفة اختلافا كبيرا عن المناخ عند نفس خطوط العرض اليوم؛ لأن الترتيبات غير المتوازنة للقارات جعلت التيارات البحرية والرياح الموسمية تهب عبر المناطق القطبية ولا تطوف حولها، وبالتالي توقفت برك المياه الباردة عن التطور حول القطبين.
ذلك وقد اكتشف في موقع المغارة عظمة قديمة لكاحل ديناصور من أقرباء الديناصور Allosaurus ، مما يجعلها أول اكتشاف في نصف الكرة الجنوبي.